# APUS (számítástechnika)

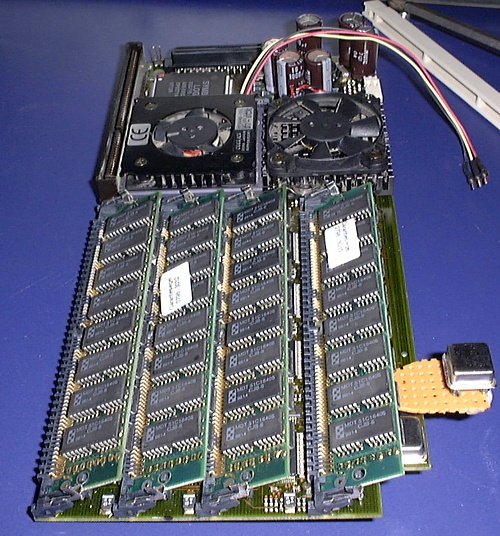
CyberStorm PPC604e gyorsítókártya

Az APUS az „Amiga Power Up System” kifejezés rövidítése, mely egy valamilyen Motorola 68k, illetve egy PowerPC processzort tartalmazó PowerUP gyorsítókártyával felszerelt Amiga platform köré épített számítógépet, számítógép-rendszert jelent. A gyakorlatban szóba jöhető Commodore modellek: Amiga 1200, Amiga 3000 és Amiga 4000, melyekre a Phase5 fejlesztett gyorsítókártya hardvereket, így pl.: BlizzardPPC, illetve CyberStormPPC. Az AmigaOS mellett létezik Linux port is APUS számítógépekre, igaz számos ismert hiányossággal, hibával.

## Fordítás
- Ez a szócikk részben vagy egészben  az   APUS (computer) című angol Wikipédia-szócikk fordításán alapul.  Az eredeti cikk szerkesztőit annak laptörténete sorolja fel. Ez a jelzés csupán a megfogalmazás eredetét és a szerzői jogokat jelzi, nem szolgál a cikkben szereplő információk forrásmegjelöléseként.